# Dębniaki (powiat włocławski)
Dębniaki – wieś w Polsce położona w województwie kujawsko-pomorskim, w powiecie włocławskim, w gminie Kowal.
W latach 1975–1998 miejscowość administracyjnie należała do województwa włocławskiego. Według Narodowego Spisu Powszechnego (III 2011 r.) liczyła 335 mieszkańców. Jest trzecią co do wielkości miejscowością gminy Kowal. 

## Historia
Najwcześniejsza wzmianka o istnieniu wsi pochodzi z mapy Gilly-Crona z 1796 roku, na którą powołują się autorzy "Materiałów do osadnictwa powiatu kowalskiego w XVII-XVIII wieku". Pod nazwą Dembiaki Hollendry zaznaczono ją na wydanej kilka lat potem mapie Gilly’ego z 1803 roku.

## Zabytki
- We wsi znajduje się cmentarz ewangelicko-augsburski.